# Santpur
Santpur (nep. सान्तपुर) – gaun wikas samiti w środkowej części Nepalu w strefie Narajani w dystrykcie Rautahat. Według nepalskiego spisu powszechnego z 2001 roku liczył on 2227 gospodarstw domowych i 12647 mieszkańców (6159 kobiet i 6488 mężczyzn).